# Cantonul Grenoble-1
Cantonul Grenoble-1 este un canton din arondismentul Grenoble, departamentul Isère, regiunea Rhône-Alpes, Franța.